# Haplovejdovskya subterranea
Haplovejdovskya subterranea är en plattmaskart som beskrevs av Ax 1954. Haplovejdovskya subterranea ingår i släktet Haplovejdovskya och familjen Provorticidae. Arten är reproducerande i Sverige. Inga underarter finns listade i Catalogue of Life.